# Marah Rabah
Marah Rabah, en arabe : مراح رباح, est un village du gouvernorat de Bethléem en Palestine, situé ) 12 km au sud de Bethléem, en Cisjordanie.
Selon le recensement du bureau central palestinien des statistiques, la localité compte une population de 1 729 habitants en 2017.